# Fernando Menis

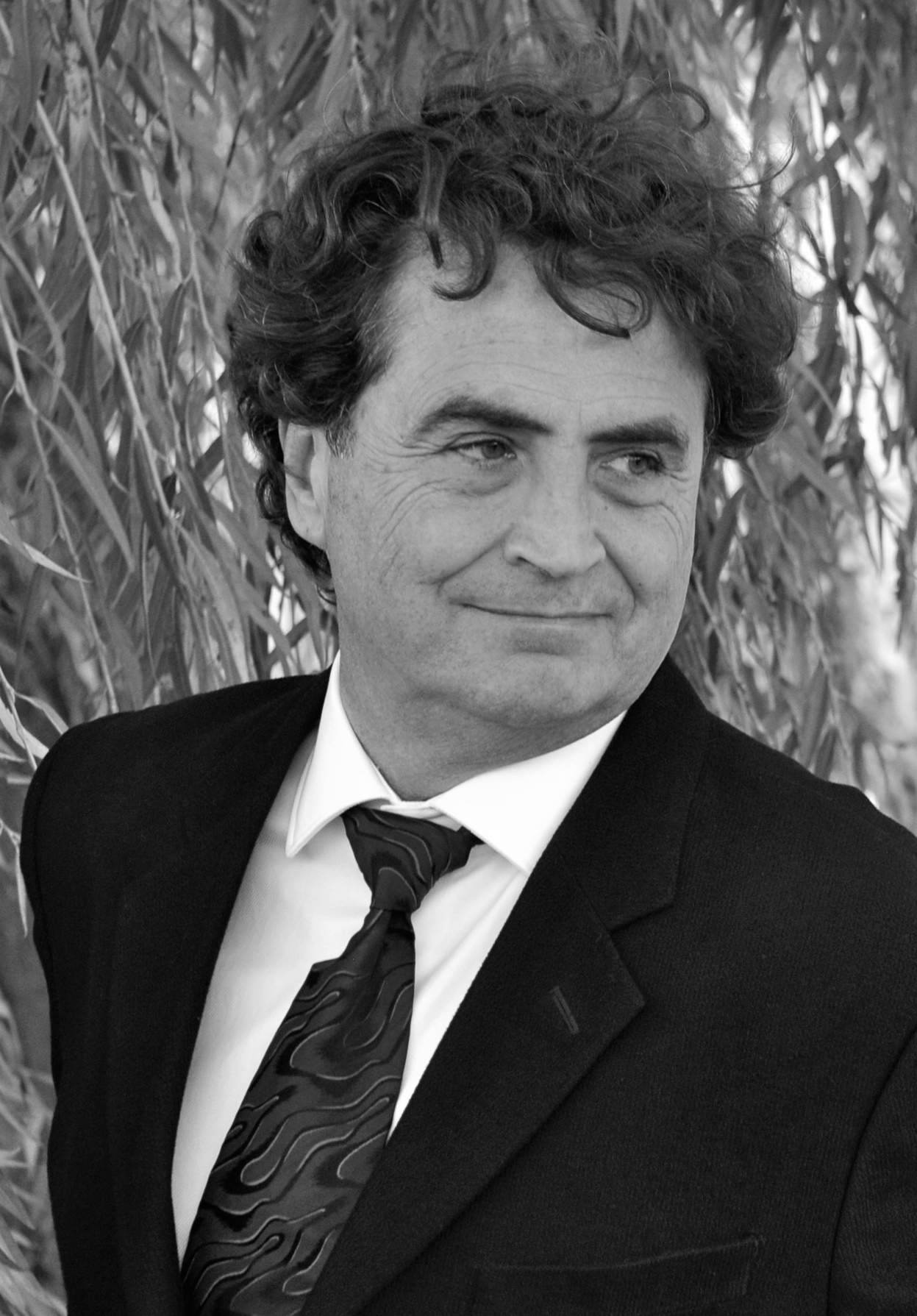
Fernando Menis

Fernando Martín Menis (* 15. Juni 1951 in Santa Cruz de Tenerife, Kanarische Inseln) ist ein spanischer Architekt, Vorsitzender des Labors für Innovation in der Architektur sowie Professor der Europäischen Universität der Kanarischen Inseln.

## Werdegang
Menis ist Absolvent des Barcelona Institute of Architecture. Nach seinem Abschluss zog er nach Paris und begann in der ersten Phase seines Architekturstudios mit Ricardo Bofill zu arbeiten. Im Jahr 2004 gründete Fernando Menis das Architekturbüro „Menis Architects“, das sowohl in Teneriffa als auch in Madrid sowie in Valencia ansässig ist. Menis Entwürfe zeichnen sich durch Nachhaltigkeit, Anpassungsfähigkeit und durch geringen Kostenaufwand aus. Natürliche Elemente der städtischen Landschaft werden mit Architektur kombiniert. Zu den abgeschlossenen Projekten gehören die Präsidentschaft der Kanarischen Inseln in Santa Cruz de Tenerife (1999), das Berliner Freibad in der Spree (2004), das Magma Art & Congress (2005), das Insular Athletics Stadium (2007) und der multifunktionalen Konzerthalle „Jordanki“ in Toruń (Polen).
Im Jahr 2007 gründete Fernando Menis die Fernando Menis S.L.P.U. Zu den Projekten dieses Büros gehören der Schweizer Hotelkomplex Bürchen Mystik, die Heilig-Erlöser-Kirche in San Cristóbal de La Laguna sowie der letzte Teil der permanenten MoMa-Sammlung in New York City.
Gelegentlich tritt er als Gastredner auf internationalen Kongressen für Architektur in Harvard, der Technischen Universität Berlin, der Columbia University und dem École Spéciale d’Architecture auf.

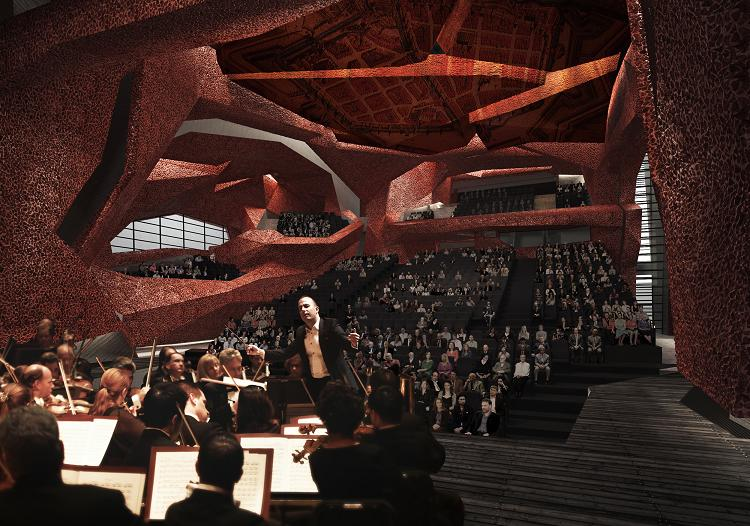
Jordanki-Konzert- und Konferenzsaal (2015)

## Projekte
- Präsidentschaft der Regierung der Kanarischen Inseln (Santa Cruz de Tenerife, Spanien, 1999).
- Schwimmbad in der Spree (Berlin, 2004).
- Museum für Sakralkunst und Plaza de España in Adeje (Spanien, 2010).
- Heiliger-Erlöser-Kirche (San Cristóbal de La Laguna, Teneriffa, Spanien, 2021).
- Magma Art & Congress (Adeje, Spanien, 2005).
- Multifunktionale Konzerthalle Kulturzentrum CCK „Jordanki“ in Toruń (Polen, 2015).
- Dorfplatz Bürchen (2013–15).[1]
- Hatching – The Origination of a City (Venedig, Architektur-Biennale 2014 – Marokko-Pavillon FUNDAMENTAL- (ISM) S.)